# 1998 RA60
1998 RA60 är en asteroid i huvudbältet som upptäcktes den 14 september 1998 av LINEAR i Socorro County, New Mexico.
Asteroiden har en diameter på ungefär 7 kilometer och den tillhör asteroidgruppen Eos.